# Mario Stark
Mario Stark (* 19. Januar 1992 in Miltenberg) ist ein deutscher Handballspieler.

## Karriere
Stark begann seine Karriere bei dem TV Kirchzell. Dort durchlief er alle Jugendmannschaften bis zur C-Jugend und wechselte in der Saison 2007/2008 in das neu gegründete Handball-Leistungszentrum Großwallstadt.
Im Jahr 2009 wechselte er zu dem Drittligisten TV Kirchzell. In der Saison 2013/2014 erhielt Stark ein Doppelspielrecht für den TV Großwallstadt. Seit der Saison 2016/17 ist Stark beim TV Großwallstadt unter Vertrag. 2018 stieg er mit Großwallstadt in die 2. Bundesliga auf. Nach einer Saison aber direkt wieder ab. 2020 gelang ihnen direkt der Wiederaufstieg.
Mit der deutschen Jugend-Nationalmannschaft nahm er an der U18-Europameisterschaft 2010 teil und belegte dort den 4. Platz.